# Georges Lemaire (wielrenner)
Georges Lemaire (Pepinster, 3 april 1905 - Ukkel, 29 september 1933) was een Belgisch wielrenner, die in 1930 beroeps werd.
In 1929 werd hij Belgisch kampioen op de weg voor onafhankelijken, en in 1932 eveneens nationaal kampioen, nu voor beroepsrenners.
In 1933 droeg hij twee dagen de gele trui in de Tour en werd 4e in het eindklassement. In september van dat jaar maakte Lemaire een val tijdens de Belgische clubkampioenschappen op de weg tussen Brussel en Leuven, waarbij hij een schedelbreuk opliep waaraan hij enige dagen later zou bezwijken.

## Belangrijkste overwinningen
1929
- Belgisch kampioenschap wielrennen voor onafhankelijken op de weg

1932
- Brasschaat
- Belgisch kampioenschap wielrennen voor elite op de weg

1933
- GP Stad Vilvoorde

## Resultaten in voornaamste wedstrijden
| Jaar | Ronde van Italië | Ronde van Frankrijk | Ronde van Spanje |
| ---- | ---------------- | ------------------- | ---------------- |
| 1932 |                  | 15e                 |                  |
| 1933 |                  | 4e                  |                  |

| Jaar | Ronde van Vlaanderen | Luik-Bast.‑Luik | Parijs-Brussel |
| ---- | -------------------- | --------------- | -------------- |
| 1932 | 15e                  | 5e              | 5e             |
| 1933 | 8e                   | 5e              |                |

## Ploegen
- 1932 - Wendels-Jenatzy
- 1933 - Depas